# Diamonds (Rihanna)
Diamonds is een nummer van de Barbadiaanse zangeres Rihanna en is tevens de eerste single op haar zevende studioalbum Unapologetic.
Het nummer is geschreven door Sia Furler, Benny Blanco en het Noorse producersduo Stargate. Op 27 september 2012 werd het nummer als muziekdownload uitgebracht. Op 29 september 2012 kwam de single op nummer 20 binnen in de Nederlandse Single Top 100. Een week later kwam het ook in de Nederlandse Top 40 en de Vlaamse hitlijsten terecht. In de Nederlandse Top 40 stond de single 14 weken onafgebroken in de top 5 zonder op nummer 1 te komen, een record.
Ook werd van dit nummer een remix gemaakt, samen met Kanye West.
In de Nederlandse hitlijsten en de Vlaamse Radio 2 Top 30 is Diamonds de langstgenoteerde single van Rihanna in die hitlijsten, waardoor het haar grootste hit werd in die landen.
Wereldwijd werden er 7,5 miljoen exemplaren van Diamonds verkocht.

## Achtergrond

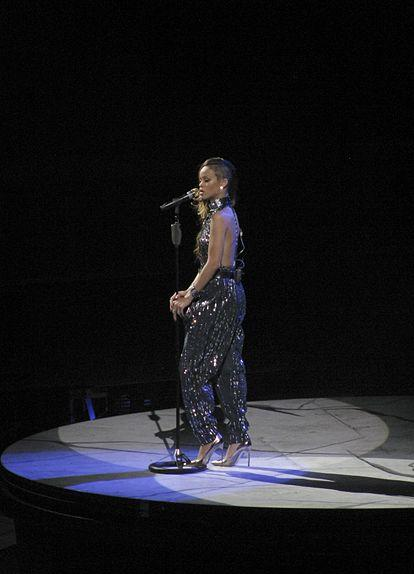
Rihanna zingt Diamonds tijdens haar Diamonds World Tour.

Producer Benny Blanco was in 2012 samen met producergroep Stargate betrokken in New York om nieuw materiaal voor Unapologetic te maken, waaronder het nummer Diamonds. Stargate produceerde eerder nummers voor Rihanna, waaronder Unfaithful, Don't Stop The Music en Only Girl (In The World). Sia Furler schreef mee aan het nummer, net als Stargate en Benny Blanco, die ook het nummer produceerden.
Rihanna maakte op 12 september 2012 via Twitter bekend dat de single eraan komt, kort daarna verwijderde ze de tweet, ze zou later meer informatie geven. De artwork van Diamonds verscheen op 24 september, daar zie je Rihanna een joint rollen. Twee dagen later postte de zangeres de lyrics van het liedje, om het de dag erna pas echt te publiceren.

### Live optredens
De single werd de eerste gezongen op de Victoria Secret Fashion Show op 7 november 2012, ook bracht ze de single in Saturday Night Life. Op 25 november bracht Rihanna live het nummer tijdens de liveshow van X Factor UK. In de performance werden water effecten gebruikt. 
Diamonds stond op de setlist van de 777 Tour uit 2012. De single staat ook op de setlist van de Diamonds World Tour uit 2013 en op The Monsters Tour in 2014, samen met Eminem.

### Hitnoteringen
| Hitnotering: 06-10-2012 t/m 06-04-2013 | Hitnotering: 06-10-2012 t/m 06-04-2013 | Hitnotering: 06-10-2012 t/m 06-04-2013 | Hitnotering: 06-10-2012 t/m 06-04-2013 | Hitnotering: 06-10-2012 t/m 06-04-2013 | Hitnotering: 06-10-2012 t/m 06-04-2013 | Hitnotering: 06-10-2012 t/m 06-04-2013 | Hitnotering: 06-10-2012 t/m 06-04-2013 | Hitnotering: 06-10-2012 t/m 06-04-2013 | Hitnotering: 06-10-2012 t/m 06-04-2013 | Hitnotering: 06-10-2012 t/m 06-04-2013 | Hitnotering: 06-10-2012 t/m 06-04-2013 | Hitnotering: 06-10-2012 t/m 06-04-2013 | Hitnotering: 06-10-2012 t/m 06-04-2013 | Hitnotering: 06-10-2012 t/m 06-04-2013 |
| Week:                                  | 1                                      | 2                                      | 3                                      | 4                                      | 5                                      | 6                                      | 7                                      | 8                                      | 9                                      | 10                                     | 11                                     | 12                                     | 13                                     | 14                                     |
| -------------------------------------- | -------------------------------------- | -------------------------------------- | -------------------------------------- | -------------------------------------- | -------------------------------------- | -------------------------------------- | -------------------------------------- | -------------------------------------- | -------------------------------------- | -------------------------------------- | -------------------------------------- | -------------------------------------- | -------------------------------------- | -------------------------------------- |
| Positie:                               | 29                                     | 3                                      | 4                                      | 4                                      | 3                                      | 4                                      | 4                                      | 4                                      | 4                                      | 5                                      | 3                                      | 3                                      | 3                                      | 4                                      |
| Week:                                  | 15                                     | 16                                     | 17                                     | 18                                     | 19                                     | 20                                     | 21                                     | 22                                     | 23                                     | 24                                     | 25                                     | 26                                     |                                        |                                        |
| Positie:                               | 5                                      | 6                                      | 7                                      | 9                                      | 13                                     | 14                                     | 14                                     | 16                                     | 20                                     | 29                                     | 32                                     | 40                                     | uit                                    |                                        |

| Hitnotering: 29-09-2012 t/m 24-08-2013 | Hitnotering: 29-09-2012 t/m 24-08-2013 | Hitnotering: 29-09-2012 t/m 24-08-2013 | Hitnotering: 29-09-2012 t/m 24-08-2013 | Hitnotering: 29-09-2012 t/m 24-08-2013 | Hitnotering: 29-09-2012 t/m 24-08-2013 | Hitnotering: 29-09-2012 t/m 24-08-2013 | Hitnotering: 29-09-2012 t/m 24-08-2013 | Hitnotering: 29-09-2012 t/m 24-08-2013 | Hitnotering: 29-09-2012 t/m 24-08-2013 | Hitnotering: 29-09-2012 t/m 24-08-2013 | Hitnotering: 29-09-2012 t/m 24-08-2013 | Hitnotering: 29-09-2012 t/m 24-08-2013 | Hitnotering: 29-09-2012 t/m 24-08-2013 | Hitnotering: 29-09-2012 t/m 24-08-2013 | Hitnotering: 29-09-2012 t/m 24-08-2013 | Hitnotering: 29-09-2012 t/m 24-08-2013 | Hitnotering: 29-09-2012 t/m 24-08-2013 | Hitnotering: 29-09-2012 t/m 24-08-2013 | Hitnotering: 29-09-2012 t/m 24-08-2013 | Hitnotering: 29-09-2012 t/m 24-08-2013 |
| Week:                                  | 1                                      | 2                                      | 3                                      | 4                                      | 5                                      | 6                                      | 7                                      | 8                                      | 9                                      | 10                                     | 11                                     | 12                                     | 13                                     | 14                                     | 15                                     | 16                                     | 17                                     | 18                                     | 19                                     | 20                                     |
| -------------------------------------- | -------------------------------------- | -------------------------------------- | -------------------------------------- | -------------------------------------- | -------------------------------------- | -------------------------------------- | -------------------------------------- | -------------------------------------- | -------------------------------------- | -------------------------------------- | -------------------------------------- | -------------------------------------- | -------------------------------------- | -------------------------------------- | -------------------------------------- | -------------------------------------- | -------------------------------------- | -------------------------------------- | -------------------------------------- | -------------------------------------- |
| Positie:                               | 20                                     | 4                                      | 4                                      | 4                                      | 5                                      | 5                                      | 4                                      | 4                                      | 6                                      | 8                                      | 8                                      | 9                                      | 11                                     | 7                                      | 7                                      | 8                                      | 12                                     | 13                                     | 13                                     | 14                                     |
| Week:                                  | 21                                     | 22                                     | 23                                     | 24                                     | 25                                     | 26                                     | 27                                     | 28                                     | 29                                     | 30                                     | 31                                     | 32                                     | 33                                     | 34                                     | 35                                     | 36                                     | 37                                     | 38                                     | 39                                     | 40                                     |
| Positie:                               | 19                                     | 15                                     | 18                                     | 20                                     | 26                                     | 28                                     | 30                                     | 33                                     | 48                                     | 49                                     | 50                                     | 48                                     | 42                                     | 40                                     | 43                                     | 58                                     | 61                                     | 67                                     | 61                                     | 37                                     |
| Week:                                  | 41                                     | 42                                     | 43                                     | 44                                     | 45                                     | 46                                     | 47                                     | 48                                     | 49                                     |                                        |                                        |                                        |                                        |                                        |                                        |                                        |                                        |                                        |                                        |                                        |
| Positie:                               | 48                                     | 70                                     | 67                                     | 77                                     | 85                                     | 81                                     | 89                                     | 88                                     | 91                                     | uit                                    |                                        |                                        |                                        |                                        |                                        |                                        |                                        |                                        |                                        |                                        |

| Positie: | 6  | 6  | 4  | 4  | 4  | 3  | 3  | 4  | 4  | 6  | 5  | 5  | 5  | 5   | 6  | 6   | 7 |
| Week:    | 18 | 19 | 20 | 21 | 22 | 23 | 24 | 25 | 26 | 27 | 28 | 29 | 30 |     | 31 |     |   |
| Positie: | 8  | 15 | 14 | 13 | 21 | 20 | 30 | 29 | 40 | 36 | 33 | 43 | 47 | uit | 46 | uit |   |

| Hitnotering: 06-10-2012 t/m 27-04-2013 | Hitnotering: 06-10-2012 t/m 27-04-2013 | Hitnotering: 06-10-2012 t/m 27-04-2013 | Hitnotering: 06-10-2012 t/m 27-04-2013 | Hitnotering: 06-10-2012 t/m 27-04-2013 | Hitnotering: 06-10-2012 t/m 27-04-2013 | Hitnotering: 06-10-2012 t/m 27-04-2013 | Hitnotering: 06-10-2012 t/m 27-04-2013 | Hitnotering: 06-10-2012 t/m 27-04-2013 | Hitnotering: 06-10-2012 t/m 27-04-2013 | Hitnotering: 06-10-2012 t/m 27-04-2013 | Hitnotering: 06-10-2012 t/m 27-04-2013 | Hitnotering: 06-10-2012 t/m 27-04-2013 | Hitnotering: 06-10-2012 t/m 27-04-2013 | Hitnotering: 06-10-2012 t/m 27-04-2013 | Hitnotering: 06-10-2012 t/m 27-04-2013 | Hitnotering: 06-10-2012 t/m 27-04-2013 | Hitnotering: 06-10-2012 t/m 27-04-2013 |
| Week:                                  | 1                                      | 2                                      | 3                                      | 4                                      | 5                                      | 6                                      | 7                                      | 8                                      | 9                                      | 10                                     | 11                                     | 12                                     | 13                                     | 14                                     | 15                                     | 16                                     |                                        |
| -------------------------------------- | -------------------------------------- | -------------------------------------- | -------------------------------------- | -------------------------------------- | -------------------------------------- | -------------------------------------- | -------------------------------------- | -------------------------------------- | -------------------------------------- | -------------------------------------- | -------------------------------------- | -------------------------------------- | -------------------------------------- | -------------------------------------- | -------------------------------------- | -------------------------------------- | -------------------------------------- |
| Positie:                               | 22                                     | 18                                     | 16                                     | 11                                     | 8                                      | 2                                      | 3                                      | 4                                      | 4                                      | 6                                      | 2                                      | 2                                      | 2                                      | 2                                      | 3                                      | 3                                      |                                        |
| Week:                                  | 17                                     | 18                                     | 19                                     | 20                                     | 21                                     | 22                                     | 23                                     | 24                                     | 25                                     | 26                                     | 27                                     | 28                                     | 29                                     | 30                                     |                                        |                                        |                                        |
| Positie:                               | 3                                      | 4                                      | 5                                      | 5                                      | 4                                      | 4                                      | 8                                      | 10                                     | 11                                     | 15                                     | 16                                     | 21                                     | 24                                     | 29                                     | uit                                    |                                        |                                        |

#### NPO Radio 2 Top 2000
| Nummer met noteringen in de NPO Radio 2 Top 2000 | '13 | '14  | '15  | '16  | '17  | '18  | '19  | '20  | '21-'22 | '23  |
| ------------------------------------------------ | --- | ---- | ---- | ---- | ---- | ---- | ---- | ---- | ------- | ---- |
| Diamonds                                         | 559 | 1057 | 1291 | 1722 | 1742 | 1492 | 1804 | 1958 | -       | 1727 |

1. ↑  Een '-' betekent dat het nummer niet was genoteerd en een vetgedrukt getal geeft de hoogste notering aan.
2. ↑  2013 was het eerste jaar met een notering voor dit nummer.
3. ↑  Deze tabel is bijgewerkt tot en met de laatste editie (2024).

## Barbara Straathof
In de vierde liveshow van het derde seizoen van The voice of Holland zong Barbara Straathof op 30 november 2012 haar versie van het nummer Diamonds. Het nummer was na de uitzending gelijk verkrijgbaar als muziekdownload en kwam een week later op nummer 32 binnen in de Nederlandse Single Top 100.

### Hitnotering
| Hitnotering: 08-12-2012 t/m 15-12-2012 | Hitnotering: 08-12-2012 t/m 15-12-2012 | Hitnotering: 08-12-2012 t/m 15-12-2012 | Hitnotering: 08-12-2012 t/m 15-12-2012 |
| Week:                                  | 1                                      | 2                                      |                                        |
| -------------------------------------- | -------------------------------------- | -------------------------------------- | -------------------------------------- |
| Positie:                               | 32                                     | 77                                     | uit                                    |

## Silvana Plaisier
Voor de finale van het tweede seizoen van The Voice Kids nam Silvana Plaisier haar versie van het nummer Diamonds op. Plaisier werd echter in de finale geëlimineerd, hierdoor kon ze het nummer tijdens de show niet zingen. Het nummer was vanaf 15 februari 2013 verkrijgbaar als muziekdownload en kwam een week later op nummer 57 binnen in de Nederlandse Single Top 100.

### Hitnotering
| Hitnotering: 23-02-2013 t/m 09-03-2013 | Hitnotering: 23-02-2013 t/m 09-03-2013 | Hitnotering: 23-02-2013 t/m 09-03-2013 | Hitnotering: 23-02-2013 t/m 09-03-2013 | Hitnotering: 23-02-2013 t/m 09-03-2013 |
| Week:                                  | 1                                      | 2                                      | 3                                      |                                        |
| -------------------------------------- | -------------------------------------- | -------------------------------------- | -------------------------------------- | -------------------------------------- |
| Positie:                               | 57                                     | 39                                     | 97                                     | uit                                    |